# Jan Arild Ellingsen

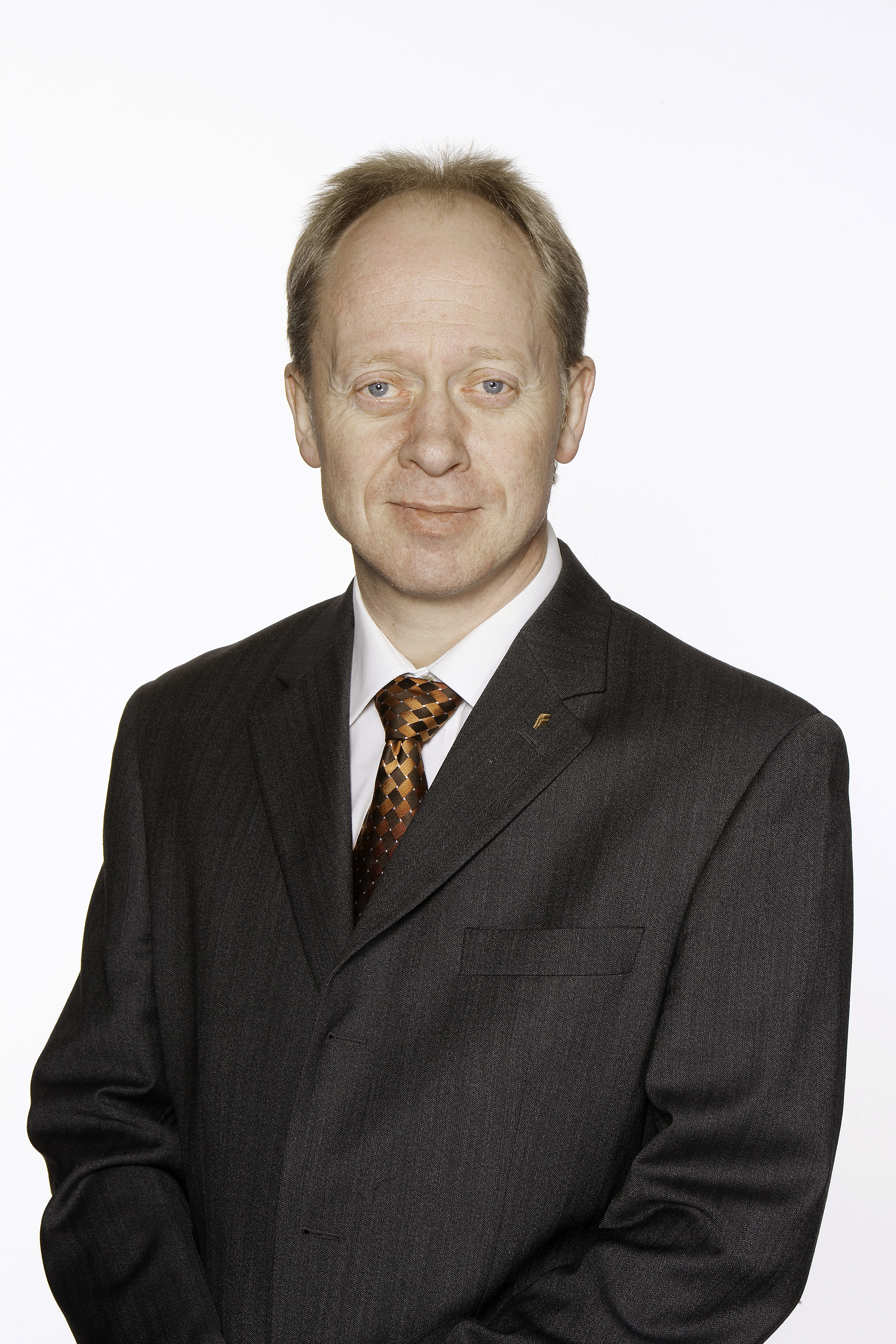
Jan Arild Ellingsen

Jan Arild Ellingsen (nacido el 9 de octubre de 1958 en Oslo) es un político noruego del Partido del Progreso.
Fue elegido para el Parlamento noruego de Nordland en 2001, y ha sido reelegido en una ocasión. Ellingsen es actualmente el portavoz del Partido el Progreso sobre las cuestiones relativas a la justicia y la delincuencia. En 2005 Ellingsen aceptó una sentencia de muerte iraquí sobre un noruego iraquí.
Ellingsen era miembro de consejo municipal de Saltdal desde 1991 hasta 2003. De 1995 a 2001 fue también miembro del consejo del condado de Nordland.